# Hohenwarti
Hohenwarti, tudi Hochenwarti, so bili plemiška rodbina, ki je na Slovenskem bivala od 14. stoletja dalje. Med najvidnejše predstavnike rodbine sodijo Andrej Hohenwart, kranjski deželni glavar okrog leta 1467, Franc Jožef Hanibal Hohenwart (1771–1844), kranjski naravoslovec, Karel Hohenwart (1824–1899), politik, Sigismund Anton von Hohenwart (1730–1820), dunajski nadškof, Sigismund Ernst Hohenwart (1745–1825), škof v Linzu in Franc Erazem Hohenwart, ljubljanski odvetnik, operoz in genealog.
Hohenwarti so imeli v različnih obdobjih v lasti številna posestva in gradove, med drugimi Grad Kolovec, dvor Kolovec, grad Rekštanj, v 17. stoletju pa tudi grad Brdo pri Kranju.